# Una Röhr-Sendlmeier
Una Röhr-Sendlmeier (* 1954) ist eine deutsche Psychologin, Erziehungswissenschaftlerin und Linguistin. Sie ist seit 1990 Professorin an der Universität Bonn und leitete von 2002 bis 2020 die Abteilung für Entwicklungspsychologie und Pädagogische Psychologie am Institut für Psychologie.

## Leben und Wirken
Röhr-Sendlmeier studierte als Hauptfächer Psychologie (Diplom), Erziehungswissenschaft und Anglistik (Staatsexamen für das Lehramt an Gymnasien) an der Universität Bonn, der Universität Zürich und der TU Berlin. Sie erhielt Studien- und Promotionsstipendien der Studienstiftung des Deutschen Volkes, wissenschaftliche Nachwuchsförderung in Entwicklungspsychologie durch das Max-Planck-Institute for Human Development in Berlin, sowie ein Habilitationsstipendium der Deutschen Forschungsgemeinschaft. Im Jahr 1985 wurde sie an der Universität Bonn promoviert, ihre Habilitation folgte 1989.
Nach einer leitenden Forschungstätigkeit an der Akademie der Wissenschaften zu Berlin erfolgte 1990 der Ruf auf die Professur für Pädagogische Psychologie am Institut für Erziehungswissenschaft der Universität Bonn. Von 2002 bis 2020 leitete sie die Abteilung für Entwicklungspsychologie und Pädagogische Psychologie am Institut für Psychologie. Zudem war sie bis 2020 Mitglied in vielfältigen Kommissionen der Universität Bonn, zuletzt in der Rektoratskommission für besondere Berufungsverfahren. 2018 gründete sie die LiA-Training GmbH, deren Geschäftsführerin sie ist.
Röhr-Sendlmeier ist seit 2007 Herausgeberin der Buchreihe „Lebenslang lernen“ (Logos Verlag) und seit 2008 Mitherausgeberin der Fachzeitschrift „Bildung und Erziehung“ (Vandenhoeck & Ruprecht).
Röhr-Sendlmeier ist regelmäßig als Gutachterin für verschiedene wissenschaftliche Einrichtungen (Promotionsförderung der Studienstiftung des Deutschen Volkes; Stiftung Volkswagen; Austrian Science Fonds; Schweizerischer Nationalfonds) und zahlreiche Fachzeitschriften (z. B. Journal of Family Research; Learning and Instruction; Gender, Work & Organization) tätig.
Sie war Sachverständige oder wissenschaftliche Beirätin u. a. in der EU-Kommission für Beschäftigung, Soziale Angelegenheiten und Bildung (1986), beim Luxemburgischen Bildungsministerium (1992–1996), beim BMFJFS zur Wiedereingliederung in den Beruf (2012/2022), beim BMBF zur Arbeitswelt der Zukunft (2018) sowie wissenschaftliche Beirätin u. a. im Hochbegabtenzentrum Rheinland (2005–2020), im Projektverbund des BMBF „Alphabetisierung im Erwachsenenalter“ (2007–2010) und im Denkwerk Zukunft (2007–2016) im Wissenschaftszentrum Bonn.

## Forschungsschwerpunkte
Zwei große Schwerpunkte in Röhr-Sendlmeiers Forschung sind die kindliche und familiäre Entwicklung sowie das lebenslange Lernen.
Die frühe Forschung Röhr-Sendlmeiers fokussierte sich auf die individuelle Entwicklung im kulturübergreifenden Kontext. Schwerpunkte lagen dabei auf den sprachlichen und kognitiven Fähigkeiten von Grundschulkindern sowie – etwas später – auf der Untersuchung von Familienvorstellungen und Rollenbildern im interkulturellen Vergleich. 2014 untersuchte Röhr-Sendlmeier in einer großangelegten Studie zu berufstätigen Müttern und ihren Familien, wie sich die Berufstätigkeit der Mutter auf die schulischen Leistungen, die sozial-emotionale Kompetenz und die Zufriedenheit der Kinder auswirkt. Der festgestellte positive Einfluss war dabei auch auf die väterliche Aufgabenübernahme im privaten Bereich zurückzuführen.
Aus dem Forschungsfeld des lebenslangen Lernens führte Röhr-Sendlmeiers Studie zu unterschiedlichen Rechtschreibdidaktiken ab 2018 dazu, dass die Bildungsministerien in verschiedenen deutschen Bundesländern und Schweizer Kantonen regelgeleiteten Deutschunterricht in Grundschulen wiedereinführten. Zudem wiesen weitere Studien von Röhr-Sendlmeier und ihrem Team nach, dass beiläufige Lernprozesse in jeder Altersgruppe wirksam sind und ältere Personen bei vergleichbaren Voraussetzungen ähnlich gut lernen können wie jüngere. Daran anknüpfend zeigte die weitere Forschung von Röhr-Sendlmeier, dass die Potenziale älterer Berufstätiger hinsichtlich geistiger Fitness, Stressbewältigung und Selbstwirksamkeit nachhaltig aufrechterhalten und gefördert werden können, wenn sie die richtigen Trainingsprogramme erhalten.
Zu den weiteren Forschungsschwerpunkten von Röhr-Sendlmeier zählen unter anderem: Frühförderung von Kindern (zum Beispiel sozial-emotionale Entwicklung, Psychomotorik); die Förderung von Begabungen (Motivation, Kompetenz, Hochbegabung); Kompetenzförderung im Ausbildungs- und beruflichen Kontext.

## Publikationen (Auswahl)

### Monographien
- Zweitsprachenerwerb und Sozialisationsbedingungen. Zugl. Dissertation Universität Bonn, Lang, Frankfurt 1985, ISBN 3-8204-9021-3.
- Pubertät. Bouvier, Bonn 1988, ISBN 3-416-02152-5.
- als Hrsg. und Mitautorin: Frühförderung auf dem Prüfstand. Die Wirksamkeit von Lernangeboten in Familie, Kindergarten und Schule. Logos, Berlin 2007, ISBN 978-3-8325-1629-1.
- als Hrsg. und Mitautorin: Inzidentelles Lernen. Wie wir beiläufig Wissen erwerben. Logos, Berlin 2012, ISBN 978-3-8325-3151-5.
- als Hrsg. und Mitautorin: Berufstätige Mütter und ihre Familien. Logos, Berlin 2014, ISBN 978-3-8325-3753-1.
- mit Lena Stahlhofen, Lara Elisa Görtner, Tanja Hüber, Udo Käser: Lernen im Arbeitsalltag – fit im Beruf: ein Handbuch zur Weiterbildung für Berufstätige 50+. Logos, Berlin 2019, ISBN 978-3-8325-4952-7.

### Beiträge in Zeitschriften und Sammelwerken
- Sprachstandserhebung zur Förderung ausländischer Grundschüler. In: Unterrichtswissenschaft, 15 (1987), S. 224–249.
- Social context and the acquisition of German by Turkish migrant children. In: Journal of Multilingual and Multicultural Development, 11 (1990), S. 377–391, doi:10.1080/01434632.1990.9994424
- mit Colleen Neitzke: Achievement motivation of intellectually gifted pupils when confronted with challenging and unchallenging tasks. In: European Journal for High Ability, 3 (1992), S. 197–205, doi:10.1080/0937445920030208
- mit Birgit Eschmann: Lernen im Beruf – Die Einstellung zur Weiterbildung bei Arbeitnehmern in hochtechnisierten Betrieben. In: Zeitschrift für Pädagogische Psychologie, 9 (1995), S. 73–82.
- mit Udo Käser: Bedingungen für die Weiterbildung im höheren Erwachsenenalter: Befragungsergebnisse aus drei Jahrzehnten im Vergleich. In: Pädagogische Rundschau, 53 (1999), S. 697–716.
- mit Sarah Ueing: Das Altersbild in der Anzeigenwerbung im zeitlichen Wandel. In: Zeitschrift für Gerontologie und Geriatrie, 37 (2004), S. 56–62, doi:10.1007/s00391-004-0168-7
- Entwicklungsförderung durch Bewegung: eine lebenslange Perspektive. In: Motorik, 32 (2009), S. 43–58.
- mit Harm Paschen: Soziale und emotionale Erziehung. In: Themenheft Bildung und Erziehung, 63, (2010), Heft 3.
- mit Joachim Linscheidt, Simone Vogelsberg: Lernen komplexer sprachlicher Strukturen im höheren Erwachsenenalter – ein Vergleich von vier Altersgruppen über die Lebensspanne und eine Analyse begünstigender Bedingungen für den Lernerfolg. In: Zeitschrift für Gerontologie und Geriatrie, 43 (2010), S. 239–244, doi:10.1007/s00391-010-0123-8
- mit Mathias Krüger, Lisa Bleckmann, Anja Pütz: Förderung beruflich begabter Auszubildender – Entfaltung von Lernpotentialen jenseits der klassischen Begabungsforschung. In: Bildung und Erziehung, 67 (2014), S. 445–457, doi:10.7788/bue-2014-0408
- Wie viel Mutter braucht ein Kind? – Zur Situation berufstätiger Mütter und ihrer Kinder. In: Analysen & Argumente, 188 (2015), S. 1–10.
- mit Anna Katharina Pracht: Die öffentliche Diskussion um Mütter im Beruf – Argumentationslinien in Printmedien und Online-Publikationen seit 2005. In: Bildung und Erziehung, 68 (2015), S. 495–514, doi:10.7788/bue-2015-0408
- mit Udo Käser: Informelles Lernen aus psychologischer Perspektive. In: M. Rohs (Hrsg.), Handbuch Informelles Lernen. Springer Reference Sozialwissenschaften, Wiesbaden, 2016, ISBN 978-3-658-05952-1, S. 207–223.
- mit Muriel Schmitz: Sozial-Emotionale Kompetenz: Erprobung eines Kurzzeittrainingsprogramms für Kinder in vierten Klassen. In: Kindheit und Entwicklung, 25 (2016), S. 114–121, doi:10.1026/0942-5403/a000194
- mit Karine Gabrysch, Madeleine Bregulla: Einstellungen zu Erziehung und Partnerschaft – ein Zeitwandel von 2009 bis 2017. In: KJuG, 63 (2018), S. 100–106.
- mit Udo Käser: Competence. In: L. Kühnhardt & T. Mayer (Hrsg.), Bonn Handbook of Globality. Springer International, Wiesbaden 2019, S. 125–137. doi:10.1007/978-3-319-90377-4_10
- mit Tanja Hüber, Udo Käser, Lena Stahlhofen, Lara Görtner: Evaluation of a multi-component training programme for employees aged 50+. In: European Journal of Ageing – Social, Behavioural & Health Perspectives, 19 (2022), doi:10.1007/s10433-022-00715-0